# Jawiszowice (gmina)

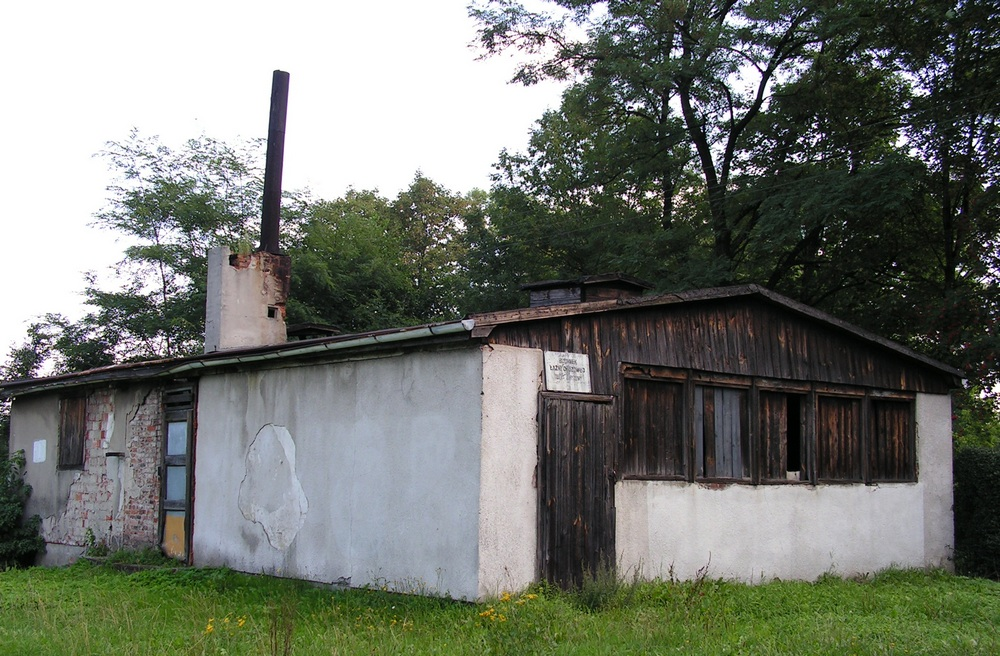
Łaźnia obozowa w Jawiszowicach

Jawiszowice – dawna gmina wiejska istniejąca w latach 1973–1977 w woj. krakowskim i katowickim (dzisiejsze woj. małopolskie). Siedzibą władz gminy były Jawiszowice.
Gmina Jawiszowice została utworzona 1 stycznia 1973 w powiecie oświęcimskim w woj. krakowskim w składzie: Jawiszowice, Przecieszyn, Skidzin, Wilczkowice i Zasole.
1 czerwca 1975 gmina weszła w skład nowo utworzonego woj. katowickiego.
1 lutego 1977 gmina została zniesiona, a z jej obszaru i ze znoszonej gminy Miedźna utworzono nową gminę Brzeszcze (gminę Miedźna odtworzono w 1982 roku).